# Doug Ford (Golfspieler)
Douglas Michael Fortunato (* 6. August 1922; † 14. Mai 2018) war ein US-amerikanischer Profigolfer der 1950er und 1960er Jahre, der sich Doug Ford nannte. Während seiner Spielerkarriere gewann Ford 19 Titel auf der PGA Tour, insbesondere das Masters. Im Jahr 2011 wurde er in die World Golf Hall of Fame aufgenommen.

## Karriere
Doug Ford war der Sohn eines Golfprofis italienischer Abstammung, dessen ursprünglicher Name Fortunato war, was der Grund dafür ist, warum er für seine Leistungen auch in die National Italian American Sports Hall of Fame aufgenommen wurde. Während des Zweiten Weltkrieges diente er bei der Küstenwache.
In seiner Jugend verbrachte Ford viel Zeit in Billardhallen in New York und wurde mit dem Queue ebenso geschickt wie mit dem Golfschläger. Später strebte er eine Karriere im professionellen Baseball an. Dennoch wurde er mit erst 27 Jahren auf Anraten seines Vaters Golfprofi.
Im Jahr 1952 gewann er die Jacksonville Open. Es folgte ein Sieg im Jahr 1955 bei der PGA Championship und im Jahr 1957 bei den Masters, an dem er insgesamt 49 Mal teilnahm. Beim Ryder Cup trat er viermal für das amerikanische Team an.
Er starb in Palm Beach im Alter von 95 Jahren.